# ᴯ
Cette page contient des caractères spéciaux ou non latins. S’ils s’affichent mal (▯, ?, etc.), consultez la page d’aide Unicode.
ᴯ, appelée b barré en exposant, b barré supérieur ou lettre modificative b barré, est un graphème utilisé dans l’écriture de l’alphabet phonétique ouralien de Lehtisalo. Il est formé de la lettre B barré (avec une barre médiane) mise en exposant.

## Représentations informatiques
La lettre modificative b peut être représenté avec les caractères Unicode suivants (Extensions phonétiques) :
| formes       | représentations | chaînes de caractères | points de code | descriptions                             | note                            |
| ------------ | --------------- | --------------------- | -------------- | ---------------------------------------- | ------------------------------- |
| modificative | ᴯ               | ᴯ                     | U+1D2F         | exposant lettre minuscule latine b barré | codé pour le symbole phonétique |